# 勐阿镇
勐阿镇，是中华人民共和国云南省西双版纳傣族自治州勐海县下辖的一个乡镇级行政单位。

## 行政区划
勐阿镇下辖以下地区：
嘎赛村、曼迈村、南朗河村、勐康村、贺建村、纳京村、纳丙村和黎明农场四分场生活区。